# Papagomys armandvillei
La rata gigante de Flores (Papagomys armandvillei) es una especie de roedor miomorfo de la familia Muridae. Se trata de un roedor de gran tamaño, considerado vulnerable, que habita en isla de Flores (Indonesia). El cuerpo alcanza los 45 centímetros de largo y la cola un máximo de 70, más o menos el doble de tamaño que la rata común. Semejante tamaño es un ejemplo del gigantismo insular que afecta a parte de la fauna local de Flores y otras islas de todo el mundo, donde los roedores tienden a aumentar de tamaño. Se cree que sus ancestros de tamaño normal llegaron desde Bali o con menos probabilidad de Borneo, "navegando" sobre balsas naturales de ramas y troncos flotantes.
Las ratas gigantes de Flores se alimentan de fruta y todo tipo de materia vegetal, completando su dieta con la ingesta de insectos. Pasan gran parte del tiempo en sus madrigueras subterráneas, y tienen orejas pequeñas, pelo negro y denso y dientes de tipo hipsodonto.
Durante el Pleistoceno coexistió en la isla una especie aún mayor, Papagomys theodorverhoeveni, que fue cazada con frecuencia por el diminuto homínido nativo Homo floresiensis y más tarde por el hombre moderno. Los últimos restos fósiles corresponden al tercer milenio antes de Cristo, fecha en que esta especie debió extinguirse.